# Andy Borowitz
Andy Borowitz (Cleveland, Ohio; 4 de enero de 1958) es un cómico que ganó por primera vez el National Press Club de adjudicación para el humor, y es más conocido por crear el sitio web satírico The Borowitz Report.

## Primeros años
Borowitz nació en Shaker Heights, Ohio, en el seno de una familia judía, donde asistió a la secundaria local homónima. Otros conocidos comediantes egresados de Shaker Heights  de cine y la televisión incluidos la actriz Molly Shannon y el escritor / director / actor David Wain.

## Hollywood
Después de graduarse, Borowitz se trasladó a Los Ángeles para trabajar para el productor Bud Yorkin en Tándem Producciones, la empresa Yorkin cofundada con el productor Norman Lear, el creador de All in the Family. Desde 1982 hasta 1983, escribió para la serie de televisión Square Pegs protagonizada por la actriz Sarah Jessica Parker. Desde 1983 hasta 1984, escribió para la serie de televisión The Facts of Life. Él escribió para diversas series de televisión en la década de 1980.
En 1990, creó The Fresh Prince of Bel-Air, que duró seis temporadas en la NBC y lanzó la carrera de Will Smith. Borowitz recibió un  NAACP Image Award por la serie.

## Televisión
En 2002 Borowitz se sumó al elenco del show de CNN American Morning y pronto apareció en el programa tres veces por semana. En 2004 dio cobertura la Convención Nacional Democrática para la red, junto con el comediante Lewis Black de The Daily Show. Ha realizado innumerables actuaciones en otros programas de televisión incluyendo Countdown with Keith Olbermann, Best Week Ever en VH1 and Live at Gothamy en Comedy Central.

## Premios
- 1992 NAACP Image Award por The Fresh Prince of Bel-Air
- 7 About.com Political Dot Comedy Awards por the Borowitz Report
- 2001 y 2005 finalista en el James Thurber Prize for American Humor
- 2002 incluido en el Friars Club de New York
- 2004 por primera vez en National Press Club premiado por Humor.